# Passais
Passais és un municipi francès situat al departament de l'Orne i a la regió de Normandia. L'any 2007 tenia 792 habitants.

## Demografia

### Població
El 2007 la població de fet de Passais era de 792 persones. Hi havia 359 famílies de les quals 142 eren unipersonals (67 homes vivint sols i 75 dones vivint soles), 134 parelles sense fills, 63 parelles amb fills i 20 famílies monoparentals amb fills.
La població ha evolucionat segons el següent gràfic:
Habitants censats

### Habitatges
El 2007 hi havia 460 habitatges, 357 eren l'habitatge principal de la família, 66 eren segones residències i 38 estaven desocupats. 426 eren cases i 33 eren apartaments. Dels 357 habitatges principals, 241 estaven ocupats pels seus propietaris, 101 estaven llogats i ocupats pels llogaters i 15 estaven cedits a títol gratuït; 2 tenien una cambra, 28 en tenien dues, 89 en tenien tres, 79 en tenien quatre i 159 en tenien cinc o més. 257 habitatges disposaven pel capbaix d'una plaça de pàrquing. A 186 habitatges hi havia un automòbil i a 119 n'hi havia dos o més.

### Piràmide de població
La piràmide de població per edats i sexe el 2009 era:
| Homes | Edats   | Dones |
| ----- | ------- | ----- |
| 0     | 95 o +  | 0     |
| 12    | 90 a 94 | 12    |
| 0     | 85 a 89 | 24    |
| 24    | 80 a 84 | 12    |
| 40    | 75 a 79 | 36    |
| 36    | 70 a 74 | 48    |
| 24    | 65 a 69 | 36    |
| 16    | 60 a 64 | 32    |
| 32    | 55 a 59 | 8     |
| 12    | 50 a 54 | 32    |
| 36    | 45 a 49 | 28    |
| 24    | 40 a 44 | 16    |
| 24    | 35 a 39 | 28    |
| 28    | 30 a 34 | 28    |
| 12    | 25 a 29 | 20    |
| 16    | 20 a 24 | 12    |
| 32    | 15 a 19 | 16    |
| 24    | 10 a 14 | 32    |
| 20    | 5 a 9   | 20    |
| 12    | 0 a 4   | 24    |

## Economia
El 2007 la població en edat de treballar era de 390 persones, 287 eren actives i 103 eren inactives. De les 287 persones actives 260 estaven ocupades (142 homes i 118 dones) i 27 estaven aturades (17 homes i 10 dones). De les 103 persones inactives 42 estaven jubilades, 26 estaven estudiant i 35 estaven classificades com a «altres inactius».

### Ingressos
El 2009 a Passais hi havia 364 unitats fiscals que integraven 785 persones, la mediana anual d'ingressos fiscals per persona era de 14.161 €.

### Activitats econòmiques
Dels 50 establiments que hi havia el 2007, 1 era d'una empresa extractiva, 2 d'empreses alimentàries, 1 d'una empresa de fabricació de material elèctric, 7 d'empreses de construcció, 11 d'empreses de comerç i reparació d'automòbils, 3 d'empreses de transport, 3 d'empreses d'hostatgeria i restauració, 5 d'empreses financeres, 2 d'empreses immobiliàries, 7 d'empreses de serveis, 4 d'entitats de l'administració pública i 4 d'empreses classificades com a «altres activitats de serveis».
Dels 17 establiments de servei als particulars que hi havia el 2009, 1 era una oficina d'administració d'Hisenda pública, 1 gendarmeria, 1 oficina de correu, 4 oficines bancàries, 3 guixaires pintors, 1 fusteria, 1 lampisteria, 2 perruqueries, 1 veterinari, 1 restaurant i 1 agència immobiliària.
Dels 4 establiments comercials que hi havia el 2009, 1 era una gran superfície de material de bricolatge, 1 una fleca, 1 una peixateria i 1 una botiga de material de revestiment de parets i terra.
L'any 2000 a Passais hi havia 51 explotacions agrícoles que ocupaven un total de 1.519 hectàrees.

## Equipaments sanitaris i escolars
El 2009 hi havia 1 centre de salut i 1 farmàcia.
El 2009 hi havia una escola elemental integrada dins d'un grup escolar amb les comunes properes formant una escola dispersa.

## Poblacions més properes
El següent diagrama mostra les poblacions més properes.